# 勞政武
勞政武（1944年2月29日—），自號文本居士，生於中華民國廣東省開平縣，在台灣長大，曾受教於南懷瑾。現任台灣桃園市楊梅區「淨名文化中心」創辦人、廣東省開平市「鳳儀實驗觀光農場」董事長、中國人反獨護國大同盟秘書長、中國全民民主統一會執行長，反對台灣獨立。其妻陳元平，曾任臺北市立介壽國民中學教師。

## 生平
1944年2月29日，勞政武出生於廣東省開平縣（今開平市）。1965年，勞政武隨難民潮至香港，經中國大陸災胞救濟總會（今中華救助總會）到達台灣，被國民政府稱為反共義士，獲得學費與生活費。勞政武畢業于國立政治大學法律學系、國立政治大學法律學研究所碩士、香港能仁學院哲學研究所博士。1970年，勞政武考取公務人員高等考試全國性公務員法制組榜首。
1977年，勞政武在《民族晚報》寫專欄〈古今法律談〉。1978年12月5日，黨外運動人士在台北市中山堂召開記者會，勞政武等人率眾前往鬧場，引發中山堂事件。1979年，勞政武、沈光秀等人創辦《疾風雜誌》。
南懷瑾在《民族晚報》上看到〈古今法律談〉，认为勞政武把古今中外的法律融为一体的写法很好，希望勞政武用现代法学及伦理学的眼光研究佛教戒律。1993年，勞政武听从南懷瑾的建議，把手上的政論雜誌停刊，长住香港，一边在开平市經營凤仪实验观光农场，一边就讀香港能仁學院哲學研究所博士班。1998年，勞政武完成博士論文《中國佛教內外規範原理的探討》。
2011年，勞政武出版《法輪功破析》，批評法輪功的學說及信仰，最大特色是把法輪功創始人李洪志所傳的「功」與「法」分開看待。2018年，《法輪功破析》由粵港澳大灣區嶺南畫派畫家清夷山人改編為漫畫《漫畫破邪功：法輪怪談》。

## 著作
- 勞政武撰，《論唐明律對官人之優遇》，國立政治大學法律學研究所碩士論文，勞政武1976年修訂再版
- 勞政武撰，《中國佛教內外規範原理的探討》，香港能仁學院哲學研究所博士論文，1998年（指導教授：吳汝鈞）
- 勞政武著，《佛律與國法：戒律學原理》（《中國佛教內外規範原理的探討》修訂版），老古文化1999年初版，ISBN 9578984545
- 勞政武著，《古今法律談》，民族晚報社1979年初版；淨名文化中心2013年7月初版，ISBN 9789868715912
- 勞政武著，《佛教戒律學》（《佛律與國法：戒律學原理》北京版），宗教文化出版社1999年第1版，ISBN 7801232402
- 勞政武著，《現代佛學別裁》，老古文化2007年出版，ISBN 9789574142453
- 勞政武著，《佛學別裁》（《現代佛學別裁》上海版），上海古籍出版社2009年出版，ISBN 9787532553266
- 勞政武著，《法輪功破析》，淨名文化中心2011年出版，ISBN 9789868715905[4]
- Lao Cheng-Wu（勞政武），《The Refutation and Analysis of Falun Gong》（《法輪功破析》英文版），iUniverse（英语：iUniverse）2012年出版，ISBN 978-1-4759-3329-1
- 勞政武原著、野川博之譯，《法輪功批判》（《法輪功破析》日文版），iUniverse2014年出版，ISBN 978-1-4917-4412-3
- 滕傑口述、勞政武編撰，《從抗日到反獨：滕傑口述歷史》，淨名文化中心2014年初版，ISBN 9789868715929
- 勞政武著，《南懷瑾研究》，蘭臺出版社2018年初版，ISBN 978-986-5633-68-4[5]
- 勞政武編著，《反獨護國四十年》，蘭臺出版社2019年初版，ISBN 978-986-5633-86-8[6]

## 外部連結
- 勞政武的Facebook專頁